# Euempheremyia paulensis
Euempheremyia paulensis är en tvåvingeart som beskrevs av Townsend 1927. Euempheremyia paulensis ingår i släktet Euempheremyia och familjen parasitflugor. Inga underarter finns listade i Catalogue of Life.